# Holy Land Experience

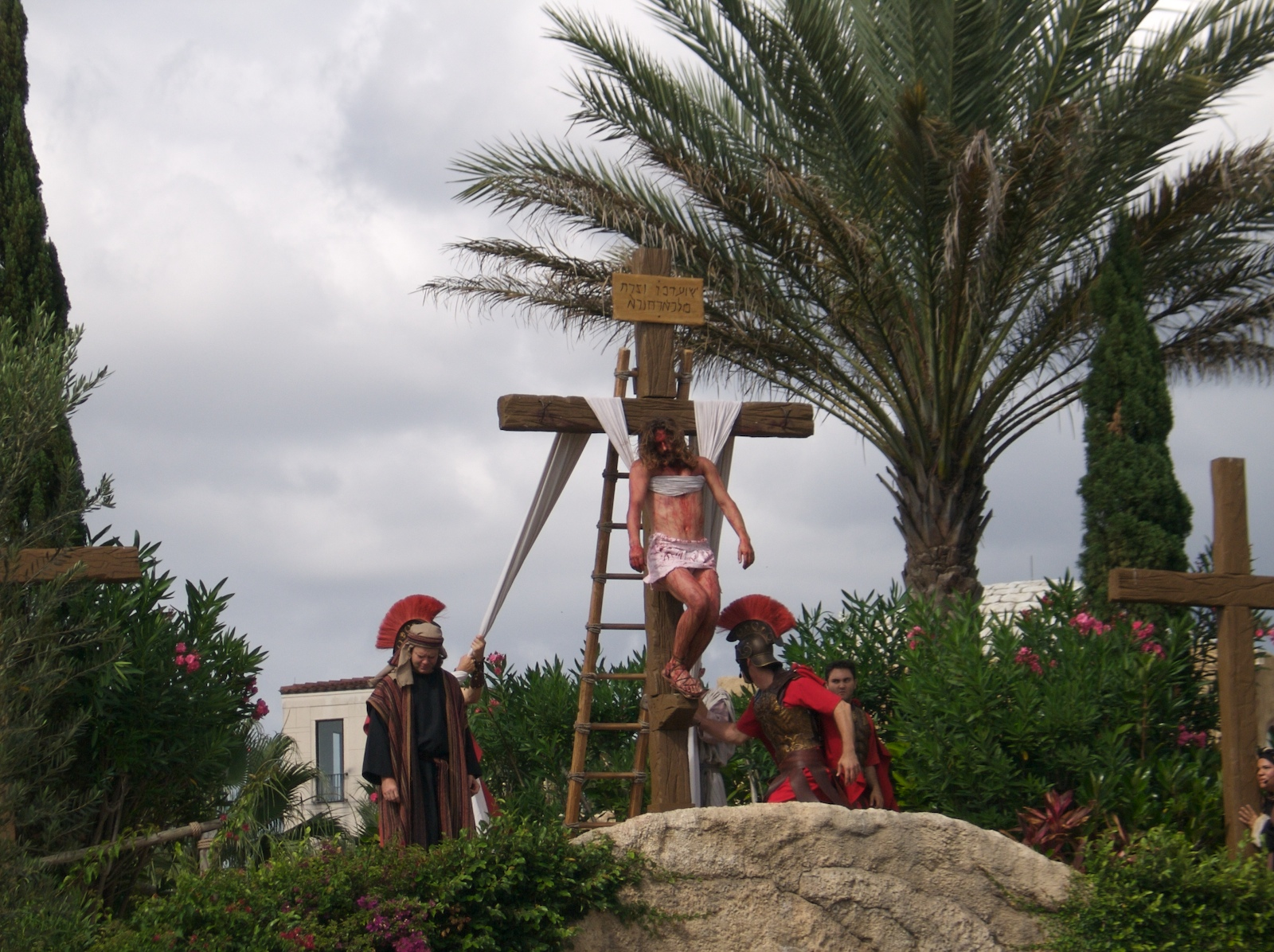
Nachstellung der Kreuzigung Jesu im Holy-Land-Themenpark (2007)

Holy Land Experience heißt ein im Februar 2001 eröffneter christlicher Themenpark mit Bibelmuseum in Orlando, Florida.
Der Themenpark wurde von Marvin Rosenthal gegründet, einem baptistischen Pastor jüdischer Herkunft. Die Errichtungskosten betrugen 15 Millionen Dollar. Am Eröffnungstag protestierte die rechtslastige Jewish Defense League gegen das Projekt, weil es auf die Schaffung von Konvertiten aus sei. Rosenthal widersprach dem jedoch. Im Juni 2007 wurde der Park bei nachlassendem Publikumsinteresse für 37 Millionen Dollar von Trinity Broadcasting Network gekauft. Der Themenpark soll erweitert und mit zusätzlichen Attraktionen, etwa einem Filmstudio, ausgestattet werden. Zu den Attraktionen des Parks gehört eine sechsstöckige Nachbildung des Zentralteils des Tempels von Jerusalem. Weitere bauliche Repliken zeigen die Höhlen von Qumran, ein Oasencafé und das Jesusgrab am Kalvarienberg. Der Themenpark bietet keine Fahrgeschäfte („Rides“), dafür aber passionsspielartige Nachspielungen der Passionsgeschichte, ein Modell Jerusalems zur Zeit Jesu und die Möglichkeit, am letzten Abendmahl teilzunehmen.
Der Themenpark wurde 2021 geschlossen und das Gelände an Advent Health Services verkauft.

## Filme
Ein Teil von Bill Mahers satirischem Dokumentarfilm Religulous spielt im Holy Land Experience: Maher interviewt Besucher und den Jesusdarsteller und bekommt Ärger mit der Marketingchefin der Anlage.